# Microsepsis mitis
Microsepsis mitis är en tvåvingeart som först beskrevs av Charles Howard Curran 1927.  Microsepsis mitis ingår i släktet Microsepsis och familjen svängflugor. Inga underarter finns listade i Catalogue of Life.